# Seeser Bergbaufolgelandschaft
Seeser Bergbaufolgelandschaft este o arie protejată (arie specială de conservare — SAC, sit de importanță comunitară — SCI) din Germania întinsă pe o suprafață de 891,56 ha, integral pe uscat.

## Localizare
Centrul sitului Seeser Bergbaufolgelandschaft este situat la coordonatele 51°47′10″N 13°56′03″E / 51.7861°N 13.9342°E.

## Înființare
Situl Seeser Bergbaufolgelandschaft a fost declarat sit de importanță comunitară în septembrie 2000 pentru a proteja 7 specii de animale. Situl a fost protejat și ca arie specială de conservare în ianuarie 1997.

## Biodiversitate
Situată în ecoregiunea continentală, aria protejată conține 3 habitate naturale: Vegetație psamofilă uscată cu pășuni deschise de Corynephorus și Agrostis, Ape stătătoare oligotrofe până la mezotrofe, cu vegetație de Littorelletea uniflorae și/sau de Isoëto-Nanojuncetea, Pajiști uscate europene.
La baza desemnării sitului se află mai multe specii protejate:
- păsări (6): sfrâncioc roșiatic (Lanius collurio), sfrâncioc mare (Lanius excubitor excubitor), ciocârlie de pădure (Lullula arborea), presură sură (Miliaria calandra), pietrar sur (Oenanthe oenanthe), mărăcinar (Saxicola rubetra)
- amfibieni (1): buhai de baltă cu burta roșie (Bombina bombina)

Pe lângă speciile protejate, pe teritoriul sitului au mai fost identificate 3 specii de plante.